# Museo di arte calligrafica turca
Il Museo di arte calligrafica turca (in turco Türk Vakıf Hat Sanatları Müzesi) è un museo situato in Piazza Beyazit nel quartiere Fatih di Istanbul, in Turchia. Costruito tra il 1506 e il 1508, l'edificio in precedenza fungeva da madrasa della moschea costruita per ordine del Sultano Bayezid II, figlio di Maometto il Conquistatore. La sua collezione è composta da 3121 pezzi che riflettono principalmente l'arte calligrafica islamica, e, in particolare, quella ottomana.

## Storia
Il museo è stato aperto per la prima volta come "Museo della scrittura" presso la madrasa della Moschea di Yavuz Selim nel 1968. Nel 1984, fu spostato nella sua posizione attuale e ribattezzato "Museo dell'arte calligrafica turca".